# Warriors of Ice
A Warriors of Ice a kanadai Voivod zenekar 2011 áprilisában megjelent második koncertalbuma, melyet 2009. december 12-én rögzítettek Montréalban, a Club Sodában. A felvétel producere Glen Robinson volt, akivel 1989-ben a Nothingface albumon dolgoztak együtt.

## Az album dalai
1. Voivod
2. The Unknown Knows
3. The Prow
4. Ripping Headaches
5. Ravenous Medicine
6. Tribal Convictions
7. Overreaction
8. Panorama
9. Global Warning
10. Treasure Chase
11. Tornado
12. Nothingface
13. Brain Scan
14. Nuclear War
15. Astronomy Domine (Pink Floyd feldolgozás)

## Zenekar
- Denis Belanger "Snake" – ének
- Jean-Yves Theriault "Blacky" – basszusgitár
- Michel Langevin "Away" – dobok
- Dan Mongrain "Chewy" – gitár